# Музей історії КП «Київпастранс»
Музей історії київського транспорту — музей в Києві, присвячений історії київського транспорту.
Музей був відкритий у 1927 році в зв'язку зі святкуванням 10-річчя Жовтневої революції як «Всесоюзний трамвайний музей імені десятої річниці Жовтня» в покинутому на той момент Деміївському трамвайному парку. У 1942 році музей був повністю розграбований німецькими окупантами і після звільнення Києва не відновлювався у зв'язку з відсутністю експонатів .
Музей наново відкритий у 1992 році в зв'язку із святкуванням 100-річчя Київського трамваю і знаходився за адресою вулиця Академіка Філатова, 22/8. Від часу відкриття і до 14 квітня 2010 року беззмінним директором музею була Лідія Архипівна Лівінська.

## Опис музею (до 2010 року)
Експозиція розташована у одній великій залі.
У залі музею представлено численні моделі трамваїв, тролейбусів та автобусів, що працюють або працювали у Києві. Надзвичайно цікавими є три діорами, що відображають різні етапи розвитку київського транспорту — «Початок» (1892 рік), «Роки війни» та «Наш час». Також увагу привертає велика карта України, де позначені усі міста, що мають зараз або мали в минулому трамвай чи тролейбус. На великій карті Києва позначені усі лінії трамваю та тролейбусу, що існували від моменту появи цих видів транспорту у нашому місті.
У музеї експонуються численні фотографії, книжки, документи, що розповідають про історію розвитку транспорту не лише Києва, а й інших міст. А унікальна бібліотека журналів (більшість з яких-французькі, американські та англійські) та книжок, що налічує бл.5000 екземплярів з багатьох країн світу, розповідає про історію транспорту в усьому світі.
Брамським К. А. були оформлені персональні стенди присвячені видатним электротранспортникам Володимиру Векличу, Василю Дьяконову, Станіславу Бейкулу та Ісааку Кацову.
З 2011 року музей знаходиться на території Дарницького трамвайного депо (з 1992 по 2011 роки перебував за адресою «вулиця Академіка Філатова,22/8»).